# Antonio Climati
Antonio Climati (Roma, 14 novembre 1931 – Roma, 9 agosto 2015) è stato un direttore della fotografia e regista italiano.

## Biografia
È particolarmente noto per la sua collaborazione con Gualtiero Jacopetti e con Franco Prosperi, oltre che per aver scritto e diretto alcuni mondo movie fra gli anni settanta ed ottanta. Ha anche lavorato come direttore della fotografia per alcuni horror italiani.

## Filmografia

### Regista e sceneggiatore
- Ultime grida dalla savana, co-regia con Mario Morra (1975)
- Savana violenta, co-regia con Mario Morra (1976)
- Turbo Time (1983)
- Dolce e selvaggio, co-regia con Mario Morra (1983)
- Natura contro (1988)

### Direttore della fotografia
- Mondo cane, regia di Paolo Cavara, Gualtiero Jacopetti e Franco Prosperi (1962)
- Africa addio, regia di Gualtiero Jacopetti e Franco Prosperi (1966)
- Mal d'Africa, regia di Stanis Nievo (1968)
- Geminus, regia di Luciano Emmer - serie TV (1969)
- Addio zio Tom, regia di Gualtiero Jacopetti e Franco Prosperi (1971)
- Savana violenta, regia di Antonio Climati e Mario Morra (1975)
- Dolce e selvaggio, regia di Antonio Climati e Mario Morra (1983)
- Ingrid, regia di Gene Feldman (1984)
- L'addio a Enrico Berlinguer, documentario collettivo (1984)
- Nightmare Beach - La spiaggia del terrore, regia di Umberto Lenzi (1988)
- Natura contro, regia di Antonio Climati (1988)
- Rage, furia primitiva, regia di Vittorio Rambaldi (1988)

### Produttore e montatore
- Ultime grida dalla savana, regia di Antonio Climati e Mario Morra (1975)